# Antopol (przystanek kolejowy)
Antopol (biał. Антопаль, ros. Антополь) – przystanek kolejowy w miejscowości Antopol, w rejonie drohiczyńskim, w obwodzie brzeskim, na Białorusi. Leży na linii Homel - Łuniniec - Żabinka.
Przystanek istniał przed II wojną światową.